# 大阪府道39号岸和田港塔原線
大阪府道39号岸和田港塔原線（おおさかふどう39ごう きしわだこうとのはらせん）は、大阪府岸和田市岸和田港から同市塔原町に至る主要地方道に指定された府道である。

## 概要
阪南港岸和田旧港地区に注ぐ古城川の河口左岸から、岸和田城東大手門跡、岸和田駅、東岸和田駅の近傍を経由し、津田川流域の阿間河谷を通って和泉葛城山の北麓に至る。岸和田だんじり祭の開催期間（試験曳きの2日間も含む）は、起点から野田町交差点まで車両通行禁止の交通規制が実施される。

### 路線データ
- 起点：岸和田市岸和田港[1]（大阪府道29号大阪臨海線交点）
- 終点：岸和田市塔原町[1]（大阪府道40号岸和田牛滝山貝塚線交点）
- 重要な経過地：なし[1]
- 路線延長：12.8 km[要出典]

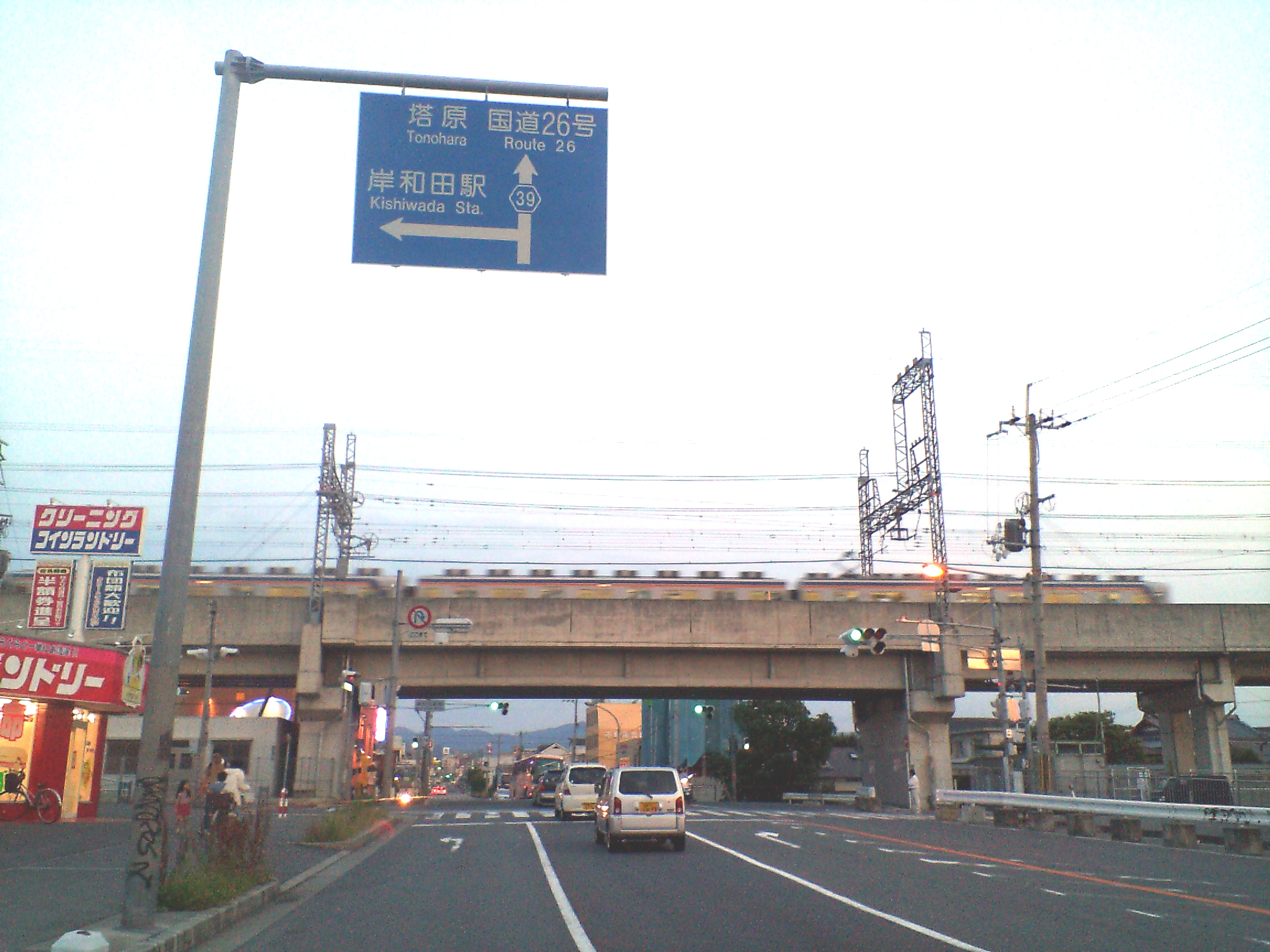
大阪府道39号岸和田港塔原線
（大阪府岸和田市宮本町）

## 歴史
本路線は、道路法（昭和27年法律第180号）第7条の規定に基づいた大阪府の一般府道として1959年（昭和34年）に大阪府が初めて認定した187路線のうちの1つである岸和田港線および塔原岸城線を前身としている。岸和田市の堺町交差点において大阪府道204号堺阪南線を挟んで接続していた両路線を同法第56条の規定に基づき、1993年（平成5年）の第6次主要地方道指定時に建設省が主要地方道に指定したのを受け、1994年（平成6年）に大阪府が岸和田港塔原線として認定して現在に至る。

### 年表
- 1959年（昭和34年）12月1日 - 大阪府が岸和田港線（岸和田市岸和田港 - 同市一級国道26号線交点[注釈 1]、整理番号54号）および塔原岸城線（岸和田市塔原町、同市岸城町、整理番号：179号）として府道路線認定[3][注釈 2]。
- 1993年（平成5年）5月11日 - 建設省が府道岸和田港線、府道塔原岸城線をもって岸和田港塔原線として主要地方道に指定[4]。
- 1994年（平成6年）4月1日 - 大阪府が岸和田港塔原線（岸和田市岸和田港 - 岸和田市塔原町、整理番号：39号）として府道路線認定[1]。同日、府道岸和田港線（路線番号：236号[要出典]）および府道塔原岸城線（路線番号：233号[2]）を廃止[5]。

## 路線状況

### 通称
- 川端筋
- 葛城街道

## 地理

### 通過する自治体
- 大阪府
  - 岸和田市

### 交差する道路
- 大阪府道29号大阪臨海線（岸和田市大北町・大北町北交差点、起点）
- 大阪府道29号大阪臨海線（岸和田市大北町・大北町交差点）
- 大阪府道204号堺阪南線（岸和田市宮本町・堺町交差点）
- 国道26号（岸和田市土生町・府立和泉高校東交差点）
- 大阪府道30号大阪和泉泉南線（岸和田市土生町・土生交差点）
- 国道170号（岸和田市土生滝町・土生滝交差点）
- 国道170号（岸和田市河合町・河合町交差点）
- 大阪府道40号岸和田牛滝山貝塚線（岸和田市塔原町、終点）

### 沿線
- 岸和田カンカンベイサイドモール
- 岸和田市立浪切ホール
- 岸和田城
- 南海本線・岸和田駅
- 大阪府泉南府民センター
- 大阪府立和泉高等学校
- JR阪和線・東岸和田駅
- 大阪技能専門学校